# Kairi
(Kairi a Sora)
Kairi (カイリ, Kairi) è il personaggio femminile principale della saga di Kingdom Hearts. Ha la voce di Hayden Panettiere nelle versioni inglesi di Kingdom Hearts e Kingdom Hearts II e da Risa Uchida nelle versioni giapponesi. Kairi è derivato dalla parola giapponese per il mare (海?, kai), d'accordo con terra (陸?, riku) e cielo (空?, sora). Il suo nome significa propriamente "miglio nautico" (海里?, kairi).

## Storia

### Kingdom Hearts Birth by Sleep
La storia di Aqua: Aqua giunge nel Giardino radioso e, con l'aiuto di Topolino che fortunatamente si trovava sul posto, sconfigge dei Nesciens che avevano attaccato una bambina del luogo: Kairi (che all'epoca aveva quattro anni). Durante l'evento, la spaventata Kairi stringe l'impugnatura del Keyblade di Aqua diventando accidentalmente futura detentrice del Keyblade. Aqua intanto spiega a Topolino di essere un'allieva del maestro Eraqus, mentre Topolino le dice che è un apprendista di Yen Sid. La conversazione tra i due è breve perché improvvisamente si attiva il Frammento di stella di Topolino, che lo fa sparire e lo trasporta in un nuovo mondo. Kairi ringrazia Aqua regalandole un mazzetto di fiori e la custode del Keyblade, accortasi che la bambina è una delle sette Principesse del cuore, le lancia una magia protettiva: nel caso lei si trovi mai in pericolo, tale magia legherà la luce di Kairi a quella di qualcun altro che la possa proteggere. Subito dopo, la nonna di Kairi la viene a riprendere e su richiesta della bambina le racconta nuovamente la sua storia preferita: quella sull'antica leggendaria battaglia tra Luce e Oscurità.

### Kingdom Hearts
In Kingdom Hearts, Kairi ha quattordici anni e vive sulle Isole del destino ed è una grande amica di Sora, Riku ed altri ragazzi, inclusi Selphie, Tidus e Wakka. Kairi, apparsa sull'isola molti anni fa durante una pioggia di stelle cadenti, e poiché non aveva più alcuna memoria di dove provenisse, viene adottata dal sindaco dell'isola principale. Comunque, non mostra un vero interesse nel ritornare da dove è venuta ed è soddisfatta della sua vita sull'isola. Il suo arrivo sulle Isole del destino sprona l'interesse di Riku negli altri mondi e da ad esso l'idea di costruire una zattera ed esplorare il mondo oltre l'isola. Poco dopo, una tempesta causata dall'Oscurità, spazza via ognuno dalle isole e Kairi viene separata da Sora e Riku. Quest'ultimo, attraverso un patto con Malefica, riesce a trovare Kairi, ma la ragazza pare in una sorta di coma in quanto ha perso il proprio cuore. Si scopre così che Kairi è una Principessa del cuore originaria del Giardino radioso spedita sulle Isole del destino. Si credeva che fosse stato Ansem a inviarla sulle Isole del destino per confermare la sua teoria che Principesse del cuore e custodi del Keyblade fossero connessi, ma in realtà Kairi è arrivata li grazie all'incantesimo di protezione fattole da Aqua. Successivamente, si scopre che il cuore di Kairi era finito all'interno di Sora un attimo prima che il loro mondo venisse devastato, il che è avvenuto sempre grazie all'incantesimo protettivo di Aqua. Siccome senza il cuore di Kairi non si poteva aprire la Serratura nella Fortezza Oscura, Ansem, studioso dell'Oscurità prende possesso del corpo di Riku e crea un Keyblade artificiale utilizzando i cuori delle altre sei Principesse del cuore (che erano state catturate in precedenza da Malefica). Sora, successivamente alla battaglia con Riku-Ansem, conficca tale Keyblade nel proprio petto per liberare il cuore di Kairi e stabilizzare la serratura, ma tale azione trasforma il ragazzo in un Heartless. Ansem allora cerca di approfittarne per catturare la ragazza ma il cuore di Riku, combattendo e resistendo all'Oscurità, glielo impedisce immobilizzandolo e dando così una chance a Kairi di scappare. Nella fuga, Kairi riconosce l'Heartless di Sora e lo prende sotto protezione mostrando al ragazzo la via per la luce, facendolo così tornare umano. Durante l'ultima parte del gioco, Kairi rimane al sicuro alla Città di mezzo e sotto la temporanea cura di Leon, Aerith, Cid e Yuffie. Dopo la sconfitta di Ansem, Kairi viene ritrasportata sulle Isole del destino e separata dal caro Sora. Negli ultimi momenti della separazione, il ragazzo le promette che un giorno lui e Riku (rimasto bloccato nel Regno dell'Oscurità) torneranno insieme nel loro mondo. La dolce Kairi quindi decide di aspettare che facciano ritorno sull'isola.

### Kingdom Hearts: Chain of Memories
Kairi non appare direttamente in questo capitolo, ma comunque gioca ancora un ruolo importante. Marluxia e Larxene della misteriosa Organizzazione XIII prendono vantaggio del fatto che possono riordinare le memorie di Sora su Kairi, manipolandolo. Forzando una giovane ragazza di nome Naminé ad alterare le memorie di Sora e sostituire le memorie di Kairi, essi sperano di fare di Sora il loro pupazzo. Il piano fallisce quando il loro "alleato", Axel, li tradisce e convince Naminé che fare quello che crede sia giusto. Ella promette di ripristinare le memorie passate di Sora mettendolo in una strana capsula e informadolo che perché ciò avvenga, il ragazzo dovrà "pagare il prezzo" di dover dimenticare gli eventi nel Castello dell'Oblio e Naminé. Naminé impiega la sua abilità per essere Kairi anche in "Reverse/Rebirth" (la storia di Riku in Chain of Memories) per salvare il ragazzo dal tentativo di Zexion di distruggerlo. Riku, comunque, è capace di distinguere lei dalla sua amica perché Kairi e Naminé non condividono lo stesso profumo, sebbene dice che abbiano qualcosa di simile. Naminé dice che lei è l'ombra di Kairi, che fa sì che è impossibile per lei cancellare la memoria di Kairi dal cuore di Sora. Questo già suggeriva che ci fosse una profonda connessione tra le due ragazze.

### Kingdom Hearts II
Un anno è passato, la quindicenne Kairi frequenta la scuola con Selphie e parla con lei dei loro amici perduti. Le memorie di Kairi su Sora si sono attenuate ed ella ricorda i giorni in cui lei, Sora e Riku giocavano insieme, ma non riesce a ricordare il nome di Sora e dice che non può riconoscere la sua voce. Comunque, nessun altro sull'isola ha un ricordo di Sora. Nessuno riesce a riconoscere Sora fino all'inizio di Kingdom Hearts II. Questo è dovuto al fatto che le memorie di Sora sono state messe da parte in Chain of Memories, sebbene Naminé le abbia corrette più tardi.
Kairi, in un primo momento appare vestita in uniforme scolastica. In più, i suoi capelli sono diventati più lunghi e la sua fisionomia e la sua figura sono più mature per mostrare il passare del tempo. Eventualmente, lei ricorda Sora in seguito al ripristino della sua memoria e del contatto avuto con Roxas. Dopo aver finalmente ricordato Sora interamente, Kairi scrive una lettera e la manda trasportata dalla corrente del mare, nella speranza che trovi la strada fino a lui. Kairi è poi rapita da Axel, che spera di usarla per attirare con l'inganno Sora da lui. Kairi evade da lui grazie a Pluto e arriva a Crepuscopoli, ma è catturata nuovamente da Axel poco dopo. Comunque, Saïx prende Kairi da Axel ed imprigiona lei e Pluto in una cella del Castello che non esiste, nel Mondo che non esiste. Lei scappa dalla cella con l'aiuto di Naminé e sono salvate da Saïx grazie a Riku (nelle vesti di Ansem, studioso dell'Oscurità). Verso la fine di Kingdom Hearts II, Kairi riceve un Keyblade da Riku e lo usa per combattere gli Heartless e trovare Sora. Quando finalmente incontra Sora di nuovo essi si scambiano poche parole, prima che essa corra da lui e lo abbracci.
La connessione tra Kairi e Naminè è risolta quando capisce che Naminè è il suo Nessuno, creatasi nel breve lasso di tempo tra quando Sora liberò il cuore di Kairi a quando il suo cuore della ragazza ritornò nel proprio corpo. Con questo, Naminé fa della sua esistenza un'entità indipendente da Kairi, ma poco prima di sconfiggere definitivamente Xemnas si ricongiungono, così come Sora e Roxas. Kairi ritorna alle Isole del destino per dare il benvenuto a Sora e Riku, tornati dopo aver trovato la lettera di Kairi, il messaggio (che appare in tutti e due i trailer dei giochi) che lei aveva buttato in una bottiglia prima nel gioco. In più Sora rende a Kairi il suo Portafortuna (un oggetto che lei gli aveva dato nel primo gioco), compiendo finalmente la sua promessa di tornare a casa e di restituirglielo.

### Kingdom Hearts 3D: Dream Drop Distancee0.2 Birth by Sleep
Dopo che Riku è stato nominato Maestro, Kairi viene portata da lui alla Torre misteriosa su richiesta di Yen Sid poiché lo stregone è venuto a sapere che anche lei sia in grado di impugnare un Keyblade.
Lo stregone quindi ricorda di come l'avvicinarsi dello scontro con Xehanort richieda l'adunata delle sette luci che possano contrastare le tredici oscurità e che sia giunto il tempo di ritrovare Aqua, Ventus e Terra; Topolino quindi racconta a lei e Riku di come incontrò Aqua nel Regno dell'Oscurità. Finito il racconto, dopo lo sfogo di Riku con Topolino e la seguente decisione che i due sarebbero andati a recuperare Aqua assieme, Kairi scherza su come Riku sia diventato molto più simile a Sora. Tornando seria, Kairi chiede anche a Yen Sid cosa potesse fare per rendersi utile e viene informata che al Giardino radioso, Merlino era stato incaricato da lui di supervisionare l'allenamento dei nuovi custodi del Keyblade. All'inizio stupita ed insicura di dover fare coppia con Lea, la persona originale del Nessuno Axel, viene poi convinta da Topolino e Riku. Quindi, Kairi va via assieme a Riku e Topolino per andarsi ad allenare.

### Kingdom Hearts III
Sotto la guida di Merlino, Kairi perfeziona l'utilizzo del Keyblade allenandosi insieme a Lea all'interno di un mondo dove il tempo scorre diversamente. Una volta terminato e con la Guerra dei Keyblade ormai imminente, la ragazza passa il giorno prima della battaglia insieme a Sora, condividendo con lui un frutto di paopu.
Il giorno fatale giunge, e Kairi combatte insieme agli altri sei guardiani, respingendo gli Heartless, i Nessuno e i Nesciens scatenati dalla Vera Organizzazione XIII contro di loro. I difensori della luce raggiungono una prima vittoria, ma vengono in seguito sbaragliati dall'arrivo dell'ultima delle oscurità, Terra-Xehanort, per poi essere trascinata via ed annientata con gli altri da un'orda di Heartless evocati da Riku oscuro. Tuttavia il forte legame della ragazza con Sora permette al ragazzo di destarsi nel Mondo finale, e da lì Sora riesce a recuperare e salvare i cuori dei suoi compagni, resuscitandoli e riportando tutti momenti prima dello scontro con Terra-Xehanort ed il successivo attacco di Riku oscuro, riuscendo stavolta a respingerli.
Nel labirinto evocato da Xehanort, Kairi si ritrova insieme a Lea nel combattere Saïx e una figura incappucciata (che si rivelerà essere poi Xion), venendo poi raggiunta anche da Sora. Tuttavia Kairi viene rapita da Xemnas e portata al cospetto del maestro Xehanort il quale, per costringere Sora a combattere, uccide Kairi davanti ai suoi occhi forgiando così il χ-blade.
Sconfitto Xehanort, poiché sono oramai legati, Kairi viene in seguito riportata in vita da Sora grazie al potere del risveglio: il ragazzo però sacrifica così la sua stessa vita, sparendo davanti agli occhi di Kairi una volta tornati alle Isole del destino.

## Abilità
In quanto una delle sette Principesse del cuore della saga, Kairi è in grado di aprire l'ultima serratura nella Fortezza Oscura, che permette di sbloccare la strada verso i Confini del mondo e quindi per la porta che conduce al Regno dell'Oscurità: il Kingdom Hearts di Ansem, studioso dell'Oscurità. Inoltre, proprio perché una delle Principesse, Kairi è naturalmente resistente all'Oscurità (grazie al suo cuore di pura luce) ed è capace di percepirla.

## Keyblade
Nel Mondo che non esiste, Riku, sotto forma di Ansem, dona a Kairi il Keyblade Fatalità (デスティニープレイス?, Desutinī Pureisu, Destiny's Embrace), di cui non sono state ancora rivelate le abilità che conferisce. L'arma presenta elementi caratteristici della vita della ragazza, come i fiori, l'onda del mare e, soprattutto, il frutto di paopu (elemento ricorrente nei dialoghi iniziali del primo gioco, si dice che se due persone mangiano insieme uno di quei frutti il loro destino sarà connesso indissolubilmente) come keyholder. Kairi è in grado di impugnare un Keyblade perché all'età di quattro anni ha accidentalmente ottenuto questa abilità da Aqua al Giardino radioso quando, salvandola da un gruppo di Nesciens, la piccola Kairi si è rifugiata dietro Aqua e ha stretto l'impugnatura del Keyblade della giovane. Questo Keyblade è prova della connessione tra Aqua e Kairi. Anche se è in grado di impugnare un Keyblade, la ragazza, per il momento, non possiede l'abilità di evocarne uno, in modo simile a Riku prima che cominciasse a usare la Via per l'alba. La ragazza mostra di saper maneggiare subito bene il Keyblade, andando a testa bassa nella mischia a sconfiggere Heartless.